# Ben McCalman
Ben McCalman (nacido en Dubbo el 18 de marzo de 1988) es un exjugador de rugby australiano, que jugaba de segunda línea para la selección de rugby de Australia.

## Carrera
McCalman acudió a la Kinross Wolaroi School de Orange. En 2005 y 2006 estuvo en la selección de las Australian Schools. McCalman continuó su educación en la Universidad de Sídney. En 2010 empezó a jugar para Western Force. 
Su primer partido con la selección de rugby de Australia fue contra Sudáfrica en Brisbane el 24 de julio de 2010. Fue incluido en la selección australiana que jugó en la Copa Mundial de Rugby de 2011. Igualmente, ha sido seleccionado para el equipo nacional que juega la Copa Mundial de Rugby de 2015. En la aplastante victoria 65-3 frente a Uruguay, McCalman anotó dos de los once ensayos de su equipo.